# Christy Obekpa
Christy Obekpa (15 de diciembre de 1971) es una deportista nigeriana que compitió en judo. Ganó dos medallas de bronce en los Juegos Panafricanos de 1999, y una medalla de bronce en el Campeonato Africano de Judo de 2000.

## Palmarés internacional
| Juegos Panafricanos | Juegos Panafricanos       | Juegos Panafricanos | Juegos Panafricanos |
| Año                 | Lugar                     | Medalla             | Categoría           |
| ------------------- | ------------------------- | ------------------- | ------------------- |
| 1999                | Johannesburgo (Sudáfrica) | Medalla de bronce   | –78 kg              |
| 1999                | Johannesburgo (Sudáfrica) | Medalla de bronce   | Abierta             |
| Campeonato Africano |                           |                     |                     |
| Año                 | Lugar                     | Medalla             | Categoría           |
| 2000                | Argel (Argelia)           | Medalla de bronce   | –78 kg              |